# Oină

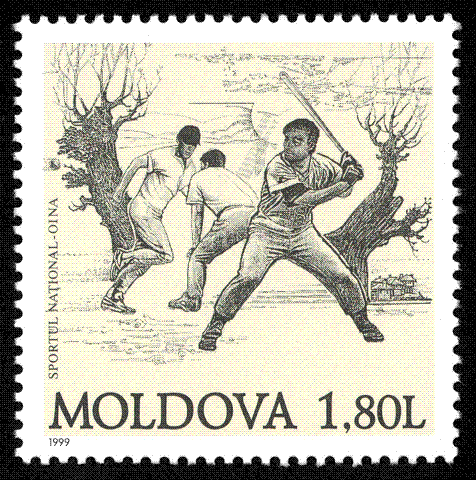
Oina reprezentată pe un timbru poștal din Republica Moldova.

Oina (sau hoina) este un joc sportiv tradițional românesc. Jocul de oină era răspândit pe întreg cuprinsul țării, având un număr mare de denumiri și variante: în Banat i se spunea „lopta mică” sau „pila”, în Transilvania „de-a lunga” sau „lopta lungă”, în zona Sibiului „fuga”,în Muntenia și în Moldova „hoina” și apoi oina, în Maramureș „ojerul” sau „oirul”, în Dobrogea „de-a lunga”, în Bucovina „bătute-păscute” sau „coroana” etc. În unele părți oina se juca și de către fete, sub numele de „oiniță”. Este asemănător cu jocuri sportive comune altor țări, cum ar fi Schlagball-ul german, pesäpallo-ul finlandez, jocul paume din Franța, respectiv Cluiche Corr-ul irlandez.
Jocul solicită calități sportive complexe (viteză bună de alergare, reflexe rapide în mișcările de autoapărare față de loviturile mingii, precizie în aruncarea și lovirea mingii cu un baston sau bâtă). La data de 14 martie 2023, Camera Deputaților a votat ca oina să devină sportul național al României iar ziua de 9 mai să devină Ziua Națională a Oinei.

## Istoric
Jocul de oină este practicat continuu cel puțin din secolul al XIV-lea conform cronicilor și hrisoavelor timpului, fiind menționat prima dată documentar la 1364, în timpul domniei lui Vlaicu Vodă.
O altă atestare documentară apare în anul 1596, când cosmograful italian Gian Lorenzo d´Anania menționează jocul de oină în lucrarea Sistemul Universal al Lumii la capitolul descrierii Valahiei Superioare.
Referiri la oină se găsesc și în lucrarea Diaetetica a lui Stefan Matyus din 1762 tipărită la Cluj, apoi preotul Nicolae Stoica din Hațeg care în anul 1763 relatează anii petrecuți la Timișoara unde juca cu copiii în curtea bisericii „lopta mică”.
Cel care aduce transformări radicale în jocul de oină, dându-i caracter de joc sportiv, este Spiru Haret, considerat a fi părintele oinei. Prin „Reforma învățământului” din 1898 cât și prin alte decizii ministeriale, el a introdus practicarea obligatorie a oinei în școlile de toate gradele. «Oina poate aduce o viață nouă în școala română, fiind un admirabil mijloc de educație fizică, adevăratul tip de joc sportiv românesc», spunea Spiru Haret.
La 9 mai 1899, la București s-a ținut primul campionat național de oină, învingătoare fiind echipa liceului Nicolae Bălcescu din Brăila.
În Monitorul Oficial nr. 49 din 3 iunie 1912 se publică integral regulamentul jocului, astfel fiind recunoscut oficial jocul de oină.
La începutul lunii decembrie 1912, la București, este înființată „Federația Societăților Sportive din Romania” (FSSR) care cuprindea și „Comisia de Oină”.
Federația Română de Oină este fondată în iunie 1932.
După cel de-al doilea război mondial, oina își recâștigă popularitatea, organizându-se o serie de competiții pe plan local și național cum ar fi: Cupa Speranțelor, Cupa Regiunilor, Cupa României, Campionatul național de seniori și juniori, Cupa Orașelor, Cupa Satelor, Cupa Liceelor Agroindustriale, Campionatul Universitar, Dinamoviada, Spartachiada, Cupa Federației, Campionatul Școlar și altele.
La 29 iunie 1949 se înființează „Comisia Centrală de oină” care pune bazele pentru formarea în școli de antrenori, arbitri, instructori și se modifică regulamentul de joc. În această perioadă oina cunoaște un drum ascendent devenind foarte populară în întreaga țară.
După anul 1990 oina a cunoscut un mare regres, care a dus până aproape la dispariția jocului.
În ultimii ani, Federația Română de Oină a demarat o amplă acțiune de revigorare a acestui sport. Au fost reactivate o mare parte dintre centrele de tradiție și incluse noi localități, astfel că în prezent practicarea oinei se face în peste 30 de județe.

## Teren

Terenul de oină

Terenul este împărțit în trei zone principale:
- zona în joc, care este de 70 x 32 de metri.
- zona de bătaie, lungă de 5 metri și separată de zona în joc cu ajutorul liniei de bătaie.
- zona din fund, o zonă lungă de 5 metri în care jucătorii se află în siguranță și delimitată de zona în joc cu ajutorul liniei de fund.

zona din spate ("zona de fond") - o zonă de 5m lung în condiții de siguranță pe durata de - delimitat de pe în zona de joc de linia spatelui
Un jucător al echipei la bătaie va trebui să parcurgă următoarele linii în ordine:
- linia de plecare (în partea stângă a liniei de bătaie)
- linia de sosire (în partea stângă a liniei de fund)
- linia de întoarcere (în partea dreaptă a liniei de fund)
- linia de scăpare (în partea dreaptă a liniei de bataie)

Zona în joc este de asemenea împărțită în pătrate și triunghiuri. La intersecția liniilor din interiorul zonei în joc există cercuri de 2 metri care determină pozițiile mijlocașilor și mărginașilor. Cele două semicercuri sunt folosite pentru servirea și bătaia mingii. Există și o linie de așteptare pentru jucători care își așteaptă rândul.

## Jucători
Sunt două echipe de 11 jucători, una la bătaie iar alta la prindere. Rolurile echipelor se schimbă la pauză.
Jucatorii echipei la prindere sunt amplasați în următoarele poziții:
- 3 mijlocași
- 3 mărginași de ducere
- 3 mărginași de Intoarcere
- 1 fundaș care este liber să se deplaseze în zona de fund
- 1 fruntaș care este liber să se deplaseze în zona de bataie

Jucătorii echipei la bătaie își schimbă rolurile pe parcurs ce trece repriza. Rolurile sunt ordonate astfel:
- să aștepte
- să servească mingea
- să bată mingea
- să aștepte să fugă
- să fugă pe culoarul de ducere
- să stea în zona de fund
- să fugă pe culoarul de întoarcere

Fiecare echipă are un căpitan (baci). Al doilea mijlocaș este deseori căpitanul, deoarece el poate arunca mingea în orice jucător advers. 
Ambele echipe au dreptul la cinci jucători de rezervă.

## Regulament
Oina este un joc sportiv practicat în aer liber, pe un teren dreptunghiular, preferabil acoperit cu iarbă, între două echipe de câte 11 jucători. 
Jocul începe când cineva din echipa la bătaie aruncă mingea în aer în timp ce un alt jucător din aceeași echipă trebuie să o lovească cu un baston din lemn și să o trimită cât poate el de departe. După aceea, dacă mingea este prinsă de echipa din teren, jucătorul trebuie să alerge (cu sau fără alt coechipier) pe culoarul de ducere iar apoi pe culoarul de întoarcere încercând să nu fie lovit de către echipa la prindere. Dacă oprește mingea cu palma, nu este considerat "lovit". Jucătorul nu are voie să prinda mingea și trebuie să îi dea drumul imediat. Dacă jucătorul este lovit pe culoarul de ducere, acesta este nevoit să se ducă în zona de fund. Dacă este lovit pe culoarul de întoarcere, el este eliminat din joc. 
De fiecare dată după ce mingea bătută aterizează pe unul din caree/triunghiuri i se acordă un punct echipei la bătaie. Se acordă două puncte dacă mingea trece de linia de fund și niciun punct dacă mingea iese din teren pe lateral. 
Echipei din teren i se acordă două puncte de fiecare dată când reușesc să lovească un jucător care fuge pe culoare.

## Echipament

### Bastonul de bătaie
Bastonul este utilizat de jucatorii echipei de bataie la lovirea mingei in timpul jocului si de cei doi capitani de echipa, la alegerea terenului. 
Bastonul trebuie sa fie confectionat dintr-un lemn de esenta tare (fag, frasin, etc.) 
El are forma unui trunchi de con, lung de 90-100 cm, cu diametrul de 5 cm la un capat si de 3,5 cm la celalat capat. 
Pentru copii bastonul va avea o lungime de 75-80 cm, cu diametrui de 4 cm la un capat si de 2,5 cm la celalalt capat. 
Bastonul trebuie sa fie rotund pe intreaga lungime. Manerul bastonului de bataie trebuie sa fie prevazut cu santulete inelare de 2 mm latime si adancime, departate unul de altul la 2 cm pe o lungime de circa 20 cm pentru a nu aluneca din mana la bataia mingei.
In scopul asigurarii unei prize mai bune se poate infasura pe manerul bastonului, pe aceeasi lungime, o panglica cauciucata. Bastonul poate fi prevazut cu opritor, care face parte din lungimea bastonului.

### Mingea
Mingea de oina este sferica, cu diametrul de cca. 8 cm, circumferinta de cca. 25 cm si greutatea de cca. 140 gr. 
Ea este confectionata din piele si se umple cu par de cal, bovine sau porc, in nici un caz cu rumegus, carpe, pietre, nisip sau par argasit. 
Pentru jocurile dintre copii se folosesc mingi cu diametrul de cca. 7 cm, circumferinta de cca. 22 cm, iar greutatea de cca. 100 gr.
Mingea trebuie sa fie confectionata din 8 bucati de piele, taiate in forma de triunghiuri echilaterale curbe si cusute intre ele avand aceeasi culoare. 

## Echipe de seniori
1. Avântul Vorona;
2. Frontiera Tomis - Constanța;
3. Straja București;
4. Victoria Unirea Dej;
5. ENERGIA Râmnicelu;
6. Juventus Olteni;
7. Dinamic Coruia;
8. Victoria Surdila Greci;
9. Cronos Bârlad;
10. Universitatea de Vest;
11. Stejarul Parcovaci;
12. Biruința Gherăești.[5]

## Titluri de campion acordate
Până în prezent au fost acordate 55 de titluri de campion național.
- Avântul Vorona - 24;
- Dinamo București (Straja) - 10;
- C.P.B. (Coresi) - 6;
- Siretul Bacău - 5;
- Știința (Univ.) București - 4;
- Frontiera Tomis Constanța - 4;
- Recolta Avântul Curcani - 1;
- Victoria Dej - 1.